# ICRF
ICRF (International Celestial Reference Frame – Międzynarodowy Niebieski Układ Odniesienia) – kinematyczna realizacja Międzynarodowego Niebieskiego Systemu Odniesienia ICRS (International Celestial Reference System), przeznaczona do zastosowań praktycznych.

## Podstawy układu ICRF
Pierwsza realizacja układu została oficjalnie przyjęta w 1998 roku, choć został on opracowany przez grupę roboczą (WGRF) w 1995 roku. ICRF został zdefiniowany z dokładnością około 30 µas (as – sekunda łuku) poprzez pozycje 212 definiujących pozagalaktycznych radioźródeł, które zostały określone na podstawie obserwacji VLBI.

## ICRF2
Na mocy Rezolucji B3 27. Zgromadzenia Generalnego Międzynarodowej Unii Astronomicznej (International Astronomical Union, IAU), które odbyło się w Rio de Janeiro w sierpniu 2009 roku, od 1 stycznia 2010 roku układ ICRF został zastąpiony Drugą Realizacją Międzynarodowego Niebieskiego Układu Odniesienia – ICRF2 jako fundamentalną astrometryczną realizacją systemu ICRS.
ICRF2 jest zdefiniowany poprzez precyzyjnie wyznaczone pozycje 3414 pozagalaktycznych zwartych astronomicznych radioźródeł. Jego poziom szumów nie przekracza 40 μas, zaś stabilność jego osi kształtuje się na poziomie 10 μas. Dopasowania ICRF2 do ICRS dokonano przy użyciu 138 stabilnych radioźródeł, wspólnych dla ICRF2 i ICRF-ext2 – drugiego rozszerzenia ICRF. ICRF2 jest utrzymywany przy wykorzystaniu 295 nowych w stosunku do ICRF definiujących radioźródeł, które zostały wybrane w oparciu o kryterium stabilności oraz braku rozwiniętej wewnętrznej struktury źródła i które posiadają równomierny rozkład na sferze niebieskiej.